# Crowdy Head Light
Crowdy Head Light ist ein aktiver Leuchtturm auf dem Crowdy Head, einer Landzunge zwischen Forster und Port Macquarie in New South Wales (Australien). Der Leuchtturm wird von der Australian Maritime Safety Authority betrieben und ist vom National Trust of Australia als Denkmal klassifiziert.

## Geschichte
1860 wurde eine Lotsenstation im nahegelegenen Harrington eingerichtet, um Schiffen bei der Einfahrt in den Manning River zu helfen.

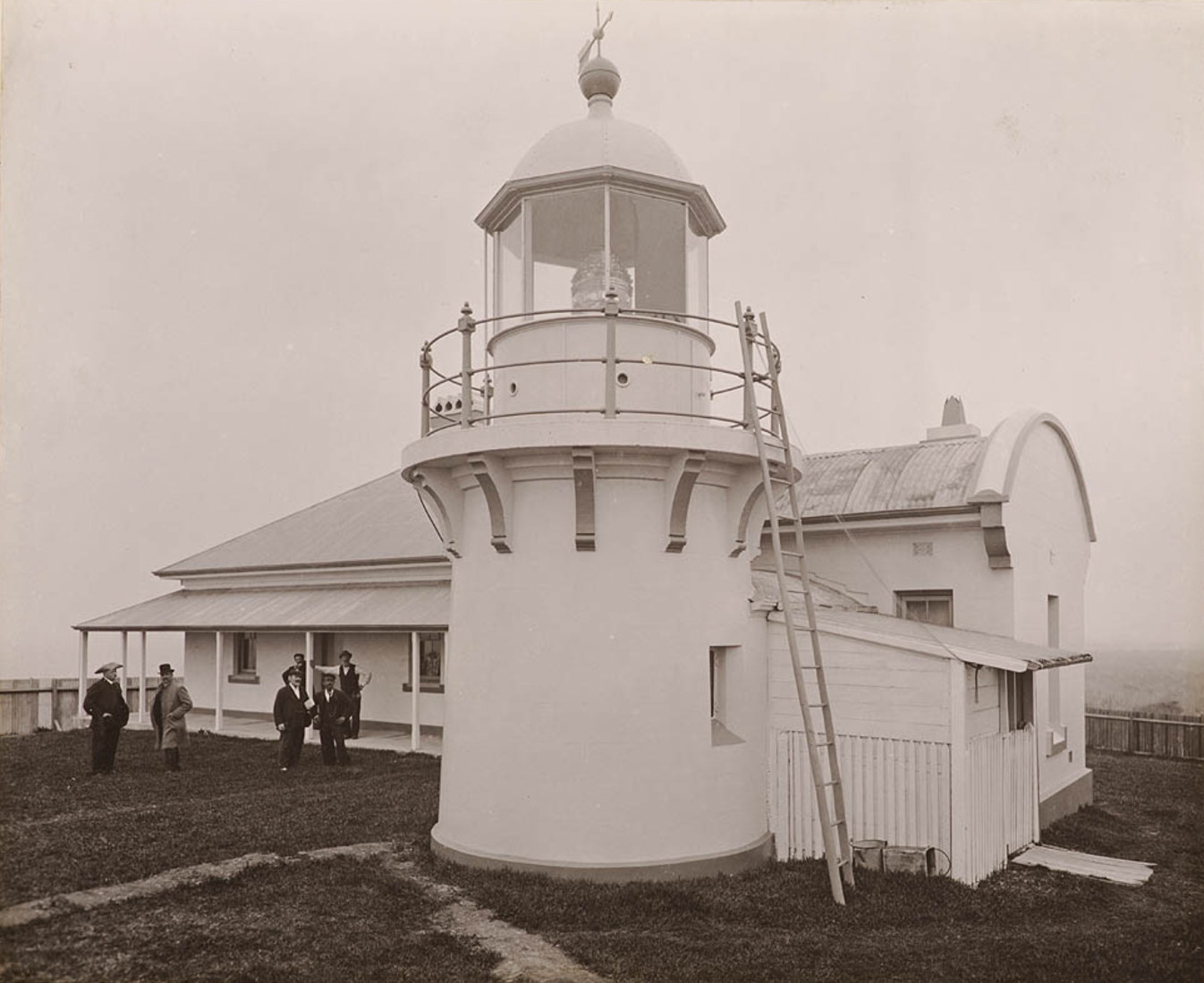
Crowdy Head Light (1902)

Crowdy Head Light war der letzte von insgesamt fünf Leuchttürmen, die zwischen 1878 und 1880 nach einem Entwurf von James Barnet erbaut wurden. Die anderen vier waren Tacking Point Lighthouse, Fingal Head Light, Richmond River Light und Clarence River Light (mittlerweile abgerissen). Ursprünglich war der Leuchtturm mit einem festen weißen Licht aus einem Spiegellinsen-System mit einer Lichtstärke von weniger als 1000 cd bestückt und mit einem Leuchtturmwärter bemannt.
Im Jahr 1928 wurde das Leuchtfeuer auf eine Karbidlampe (Acetylengas) mit einer Lichtstärke von 1500 cd umgestellt. Bei dieser Gelegenheit wurde auch der Betrieb automatisiert.
Die Lotsenstation wurde in den 1960er Jahren geschlossen. 1972 wurde die Leuchte auf Netzstrom umgestellt.
Im Jahr 2002 wurde die Fresnellinse auf eBay für 20.000 AUS$ verkauft und ist nun auf dem Sea Girt Light in New Jersey zu sehen.
Anfang 2021 wurde die VRB-25-Rundumleuchte durch eine feste LED-Leuchte mit hoher Lichtstärke ersetzt.

## Aufbau

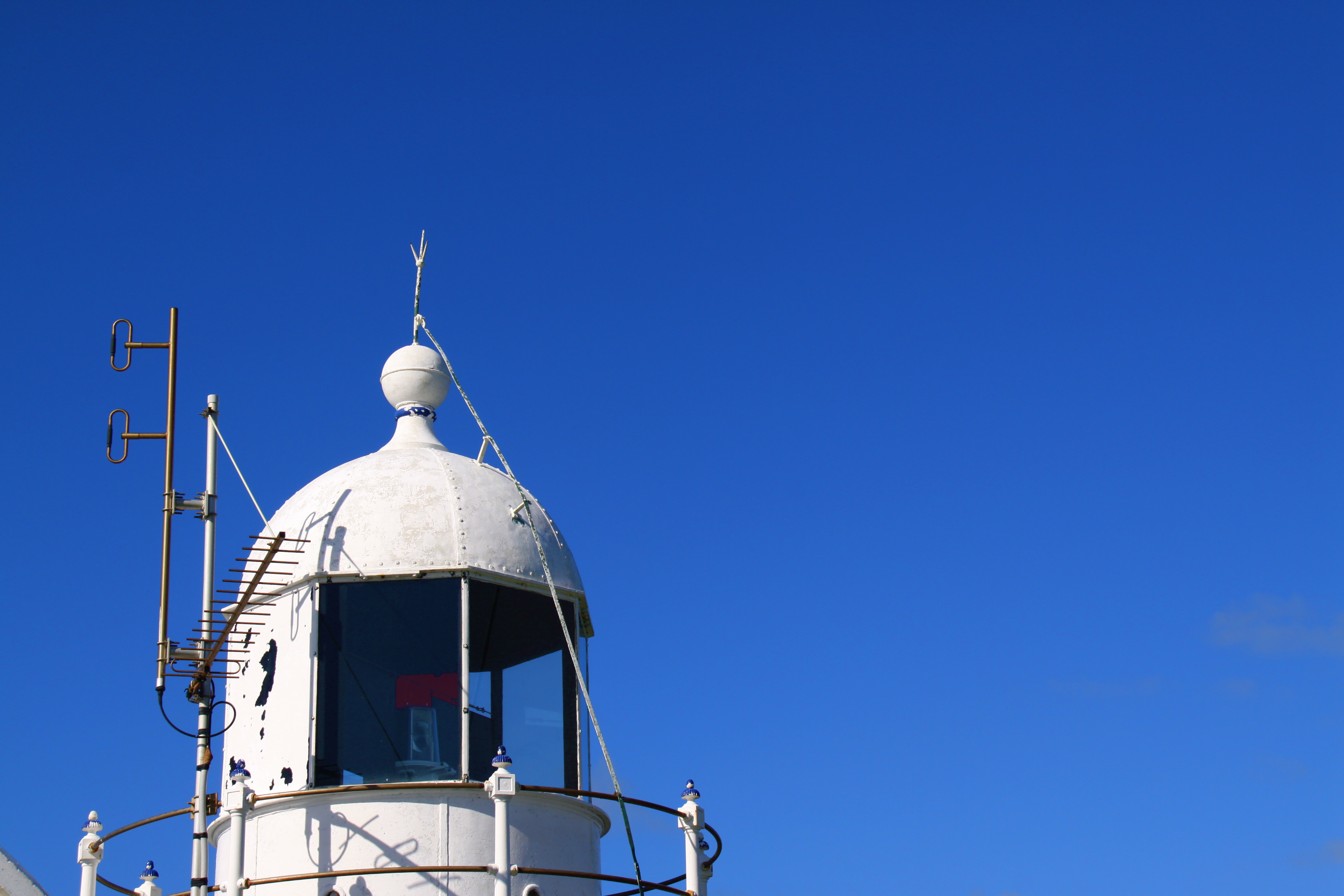
Crowdy Head Light, Detail der Lampe

Der runde Turm ist von einer Plattform aus überhängendem Basalt umgeben, die von geformten Kragsteinen aus Basalt getragen wird. Die Plattform ist über eine Metalltreppe von der Betonplatte aus zu erreichen, die das Fundament für die Gebäude bildet. Die Mauern des Turms aus Steinziegeln verjüngen sich von einer Dicke von 48 cm an der Basis zu 36 cm an der Spitze.
Ein knapp über Türhöhe überdachter Durchgang verbindet den Turm mit einem rechteckigen Anbau, der ursprünglich ein Dienstzimmer für den Wächter und ein Lager für Brennmaterial enthielt.
Alle Außenwände des Bauwerks sind mit Zement verputzt und weiß gestrichen. Die Plattform wird von einer einfachen Metallkuppellaterne überragt, die den optischen Apparat umschließt. Der Handlauf am Rand der Plattform besteht aus weiß gestrichenen Gusseisenstangen mit schmiedeeisernen Geländern.

## Betrieb der Anlage
Das Leuchtfeuer wird von Roads and Maritime Services, das Gelände vom New South Wales Department of Lands verwaltet.
Das Gelände des Leuchtturms ist zugänglich, der Turm selbst jedoch nicht.